# Melanitis
Genre
Le genre Melanitis regroupe 12 espèces de papillons de la famille des Nymphalidae.

## Dénomination
Le nom Melanitis leur a été donné par Johan Christian Fabricius en 1807.
En anglais ce sont les Evening Browns.

## Caractéristiques
Ils résident en Australasie et Afrique.
La découpe de leurs ailes est caractéristique.

## Liste des espèces
- Melanitis amabilis (Boisduval, 1832) aux Moluques et en Nouvelle-Guinée.
- Melanitis ansorgei Rothschild, 1904 au Zaïre et en Ouganda.
- Melanitis atrax C. & R. Felder, 1863 aux Philippines.
- Melanitis belinda Grose-Smith, 1895 à Amadona et Bali.
- Melanitis boisduvalia C. & R. Felder, 1863 aux Philippines.
- Melanitis constantia (Cramer, [1777])aux Moluques et en Nouvelle-Guinée.
- Melanitis leda (Linnaeus, 1758) présent dans toute l'Afrique et l'Australasie
- Melanitis libya Distant, 1882 dans le centre de l'Afrique
- Melanitis phedima (Cramer, [1780]) en Inde, Chine, Birmanie, Thaïlande, Laos, Vietnam et Japon
- Melanitis pyrrha Röber, 1887 au Sulawesi.
- Melanitis velutina (C. & R. Felder, [1867]) à Célèbes.
- Melanitis zitenius (Herbst, 1796)en Inde, Malaisie, Birmanie, Thaïlande, Laos, Vietnam et à Bornéo, Java, Bali.

## Synonymes
- Hipio Hübner, [1819]
- Cyllo Boisduval, 1832